# لينكولن غوردون
لينكولن غوردون (بالإنجليزية: Lincoln Gordon)‏ هو دبلوماسي أمريكي، ولد في 10 سبتمبر 1913 في نيويورك في الولايات المتحدة، وتوفي في 19 ديسمبر 2009 في ميتشلفيل في الولايات المتحدة.

## وصلات خارجية
- لينكولن غوردون على موقع ميوزك برينز (الإنجليزية)
- لينكولن غوردون على موقع إن إن دي بي (الإنجليزية)
- لينكولن غوردون على موقع ديسكوغز (الإنجليزية)